# Квантитативна лингвистика
Квантитативна лингвистика (КЛ) је поддисциплина опште лингвистике или, још конкретније, рачунарске лингвистике. Квантитативна лингвистика истражује језике користећи пре свега статистичке методе у циљу формулисања језичких закона, односно, опште теорије језика у смислу скупа међусобно повезаних језичких закона. Квантитативна лингвистика је емпиријски заснована на резултатима језичке статистике, области која се може тумачити као статистика језика или као статистика било ког језичког објекта.

## Историја
Први покушаји да се језику приступи из угла квантитативне лингвистике су за античку Грчку и стару Индију. Један од историјских извора садржи примену комбинаторике на лингвистичка питања, а један други је заснован на елементарној статистици.

## Неки лингвистички закони
Постоји велики број предложених лингвистичких закона, међу којима су:
- Закон о диверcификацији: Ако се језичке категорије као што су врсте речи или флективни завршеци јављају у различитим облицима може се показати да фреквенције њихових појављивања у текстовима подлежу одређеним законитостима.
- Расподела дужина (или општије, сложености). Истраживања текста или речника фреквенција језичких јединица било које врсте када је у питању њихова дужина по правилу даје велики број дистрибуција, зависно од врсте јединице која се истражује. До сада су истраживане следеће јединице:
  - Закон расподеле дужина морфема;
  - Закон расподеле дужина ритмичких јединица;
  - Закон расподеле дужина реченица;
  - Закон расподеле дужина слогова;
  - Закон расподеле дужина речи;

Остале језичке јединице које се такође придржавају овог закона су на пример, слова (карактери) различите сложености, дужине такозваних хребова, названих по Лудеку Хребичеку и говорних аката. Исто важи и за дистрибуцију звукова (фонова) различитог трајања.